# غدامس
غَدامس یکی از شهرهای کشور لیبی است. این شهر در شمال غربی لیبی قرار دارد و مرکز استانی است به نام نالوت. شهر غدامس در واحهای در میان بیابان قرار گرفته و یکی از کهن‌ترین شهرهای صحرای بزرگ آفریقا است.
غدامس در ۵۵۰ کیلومتری جنوب باختری طرابلس واقع شده و جمعیت آن حدود ۱۰ هزار نفر است. مردم غدامس بیشتر از قوم بربر هستند و زبانی که بدان سخن می‌گویند نیز زبان غدامسی نام دارد که یکی از زبان‌های بربری است که تأثیر کمی از عربی پذیرفته است.
جالب توجه بودن معماری سنتی این شهر باعث شده تا به آن لقب «مروارید صحرا» بدهند. در معماری سنتی غدامس، کوچه‌ها برای حفاظت در برابر گرما سرپوشیده هستند. خانه‌ها نیز به سه قسمت تقسیم شده‌اند: طبقه هم‌کف برای انبار مواد و خوراکی‌ها، طبقه بالاتر برای نشیمن خانواده و بالاتر از آن ایوانهای روباز برای استفاده بانوان. شهر قدیم و محصور غدامس در فهرست میراث جهانی یونسکو قرار دارد. با این‌که دولت لیبی برای مردم شهر محلات نوساز ترتیب داده است بسیاری از مردم در تابستان برای خنک شدن به خانه‌های محله قدیمی می‌روند زیرا معماری سنتی آن قسمت از شهر حفاظت بهتری در برابر گرما دارد.

## پیشینه

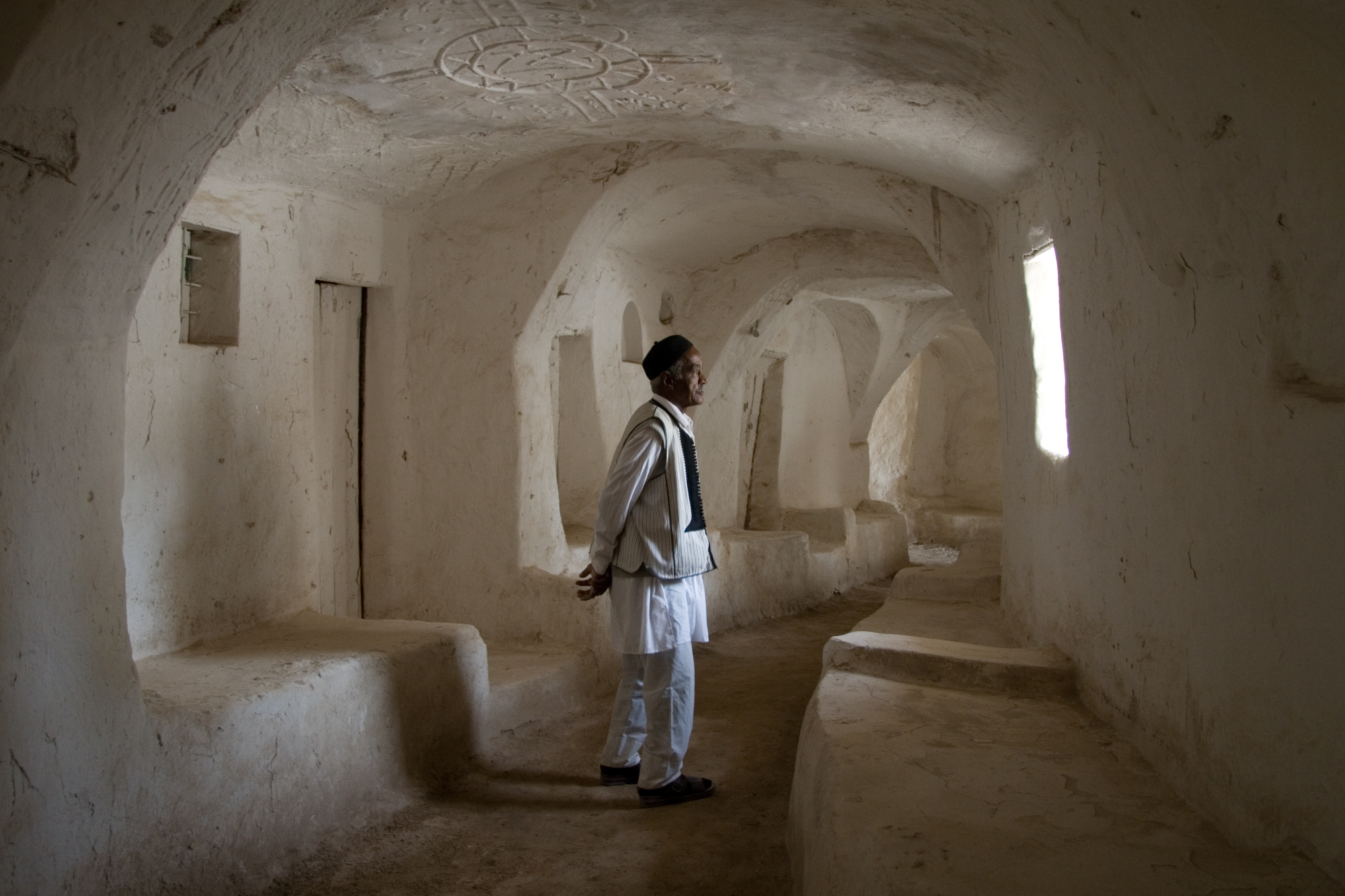
شهر باستانی غدامس برای مبارزه با نواحی خشک صحرا، به شکل خاصی طراحی شده‌است. خانه‌ها از گل، آهک و تنه درخت خرما با کوچه‌های سرپوشیده در بین آن‌ها ایجاد شده‌اند تا در برابر گرمای تابستان سرپناه خوبی داشته باشند.

نزدیک بودن غدامس به منبع آب باعث شده که این سامان از دیرگاه مسکونی باشد و وجود سنگ‌نگاره‌های ده‌هزار ساله در این منطقه گواه این امر است.
در کتاب‌های جغرافیایی عربی به غدامس اشارات زیادی شده است و از آن‌جمله صاحب کتاب الاستبصار در سده ششم هجری از آن با عنوان شهر زیبای کهن ازلی یاد کرده است. در قدیم در غدامس هفت قبیله سکونت داشتند که هر یک محله‌ای ویژه خود داشت و هر محله نیز میدانگاه همگانی جداگانه‌ای برای برگزاری آیین‌های خود را داشت.
نخستین اشاره‌ها به غدامس در نوشته‌های غربی مربوط به زمان رومی‌ها است که این شهر را به لاتین کیداموس (Cydamus) می‌نامیدند. در سده یکم میلادی در زمان آگوستوس، قیصر روم، یکی از سرداران او به نام لوسیوس کورنلیوس بالبوس به غدامس حمله کرد. رومی‌ها در زمان فرمانروایی سپتیموس سوروس یک پایگاه نظامی دائمی در غدامس ایجاد کردند و گفته می‌شود که امپراتور روم در سال ۲۰۲ میلادی احتمالاً از غداس دیدن کرده است. رومی‌ها اما پس از چند دهه و در خلال بحران قرن سوم غدامس را ترک کردند.
در سده ششم میلادی مردم این مبلغان امپراتوری روم شرقی موفق شدند مردم منطقه را به مسیحیت بگروانند و در آن زمان اسقفی نیز در غدامس مستقر شد.
مسلمانان در سال ۶۶۷ میلادی به رهبری عقبة بن نافع وارد غدامس شدند. مردم منطقه به‌زودی به اسلام گرویدند. این شهر از آن پس تا سده نوزدهم نقش مهمی در تجارت ماورای صحرا ایفا کرد.

نمایی از شهر قدیم غدامس.

## نگارخانه

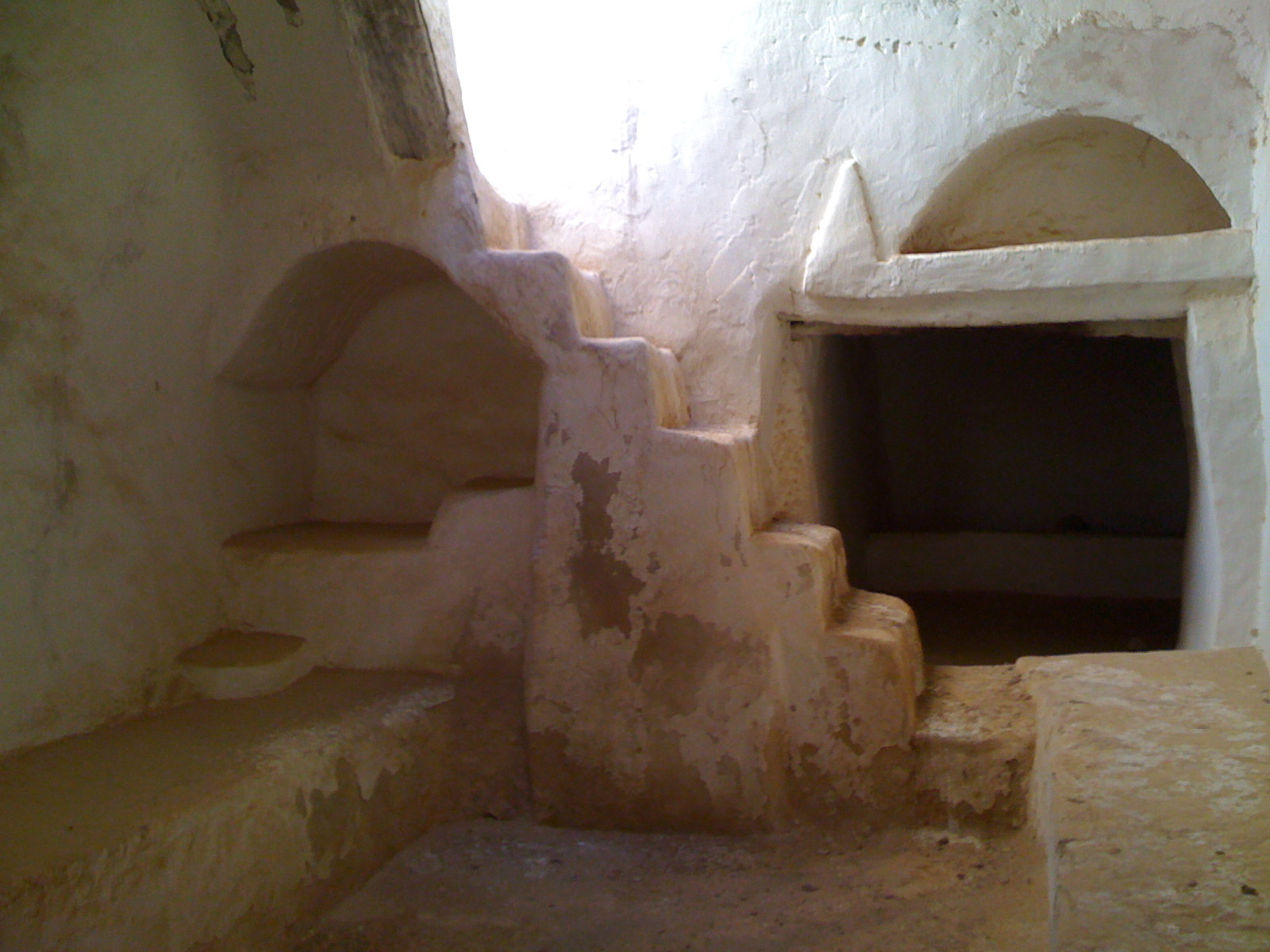
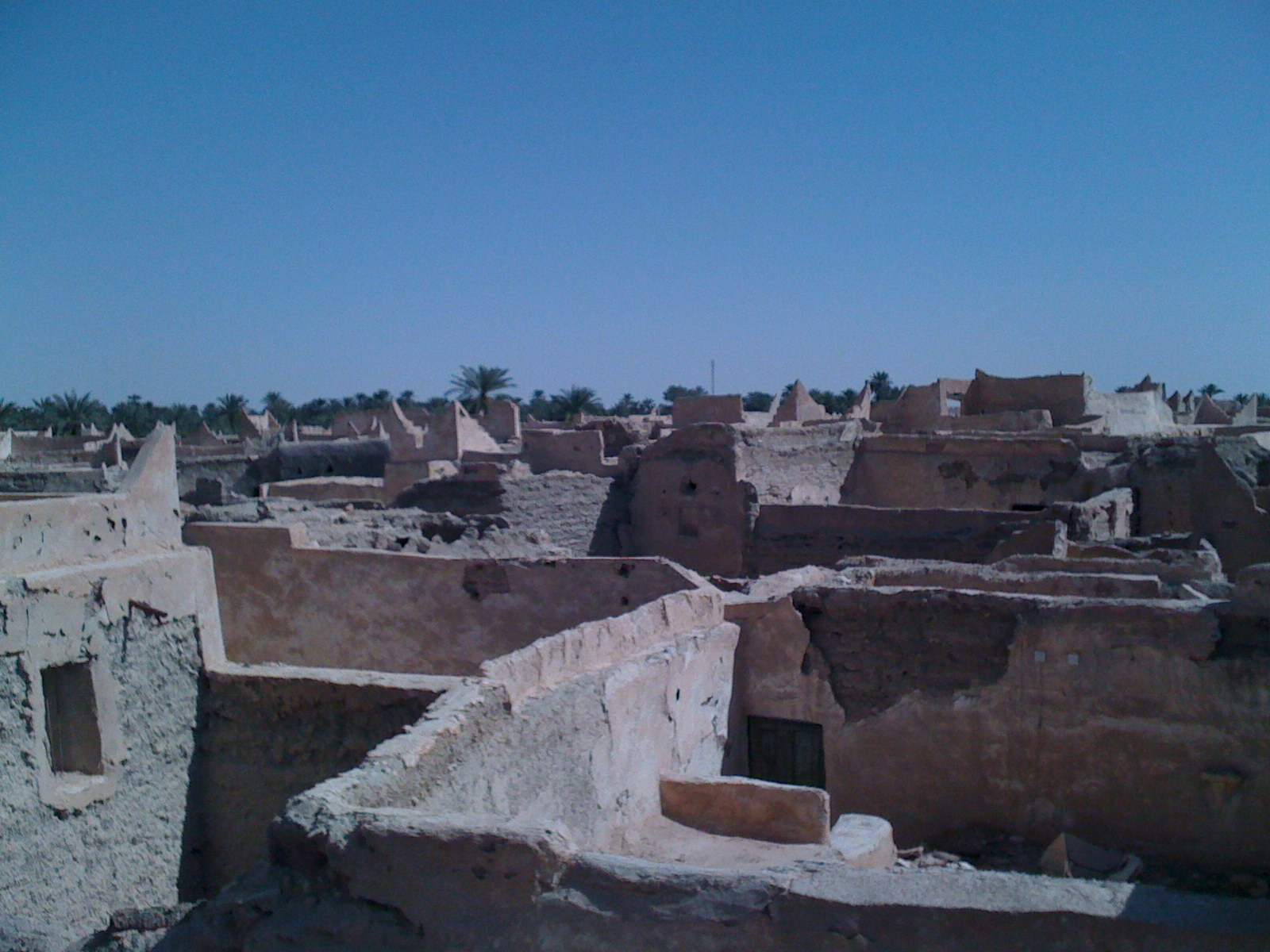
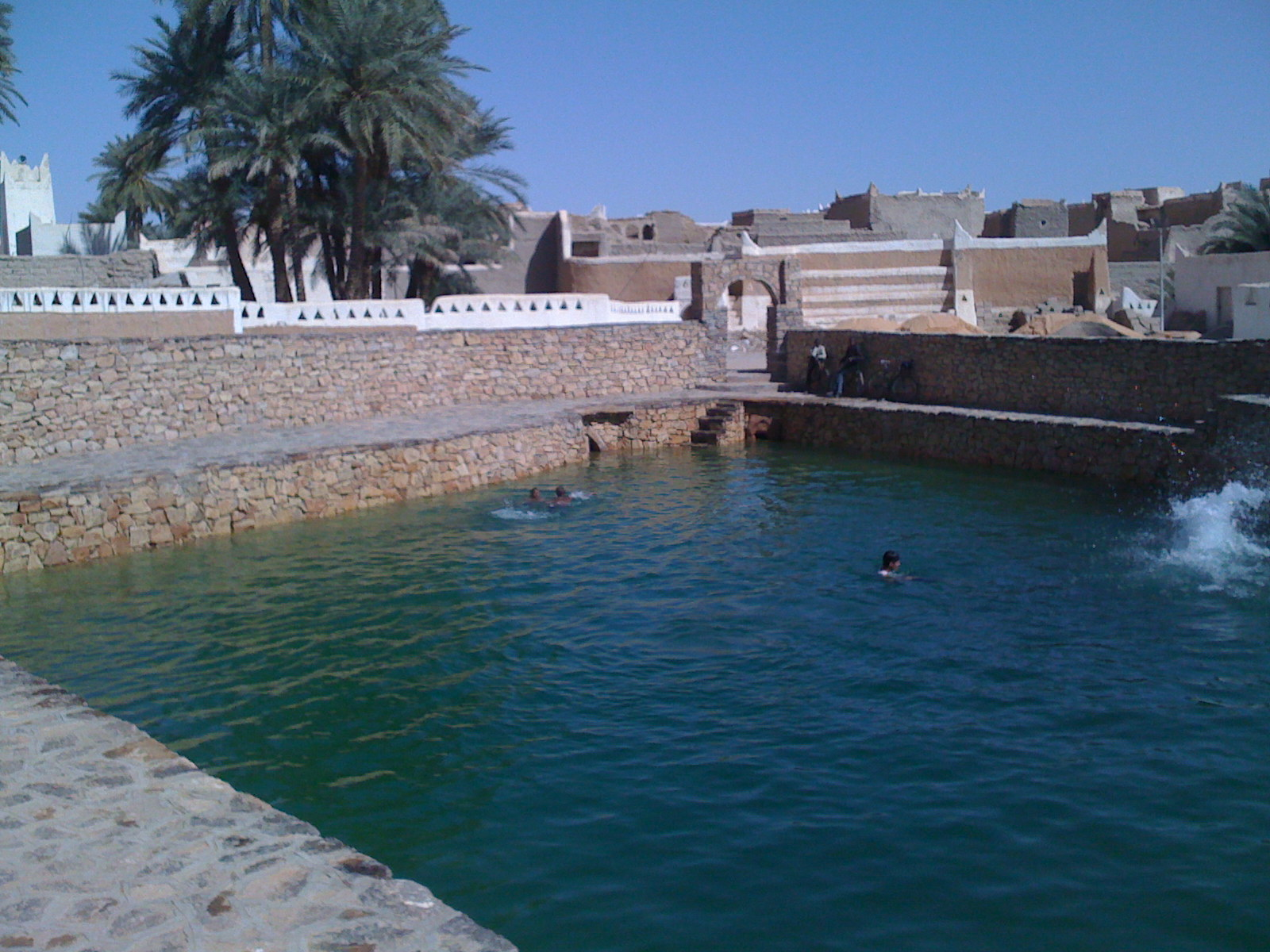
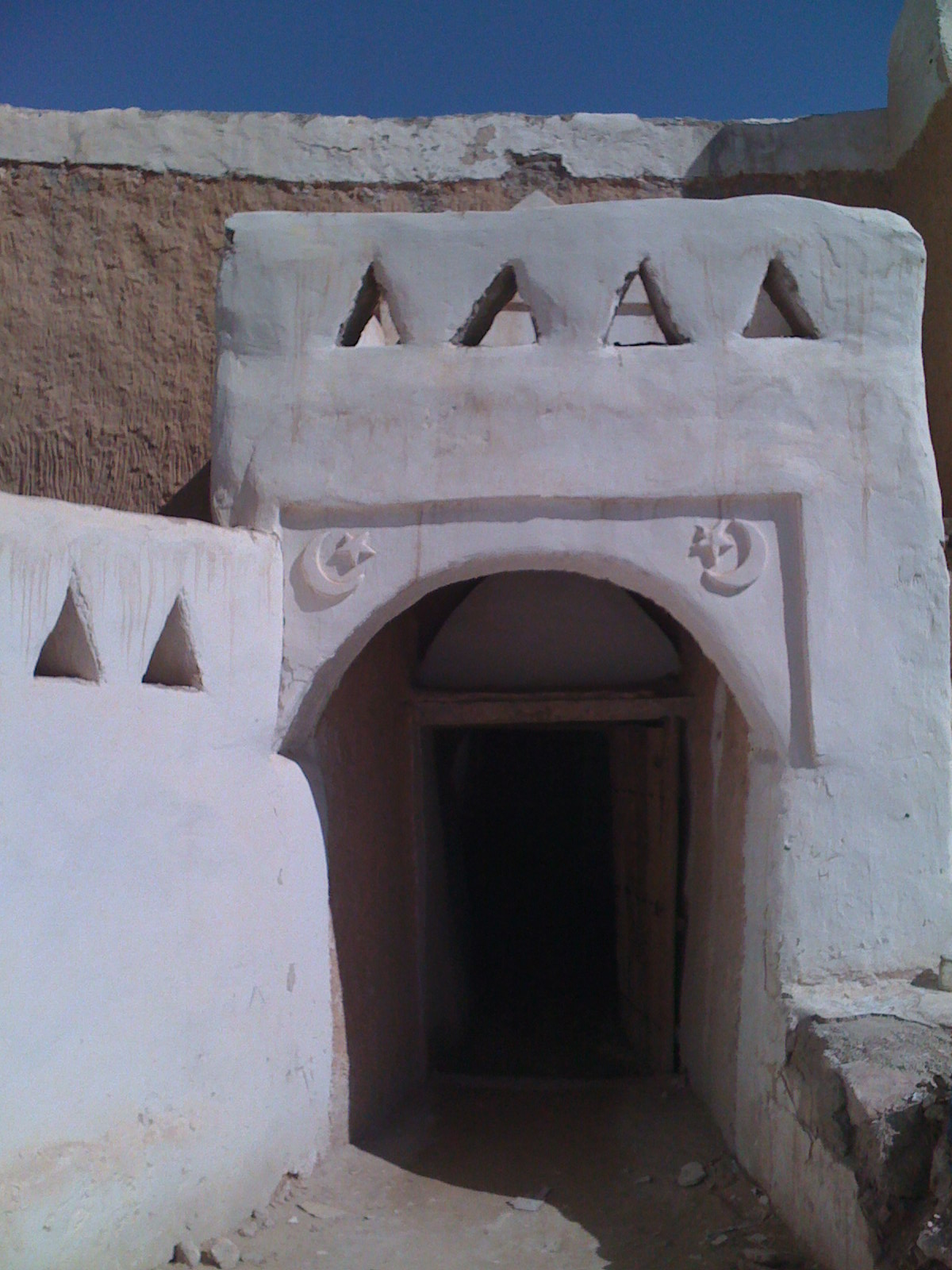
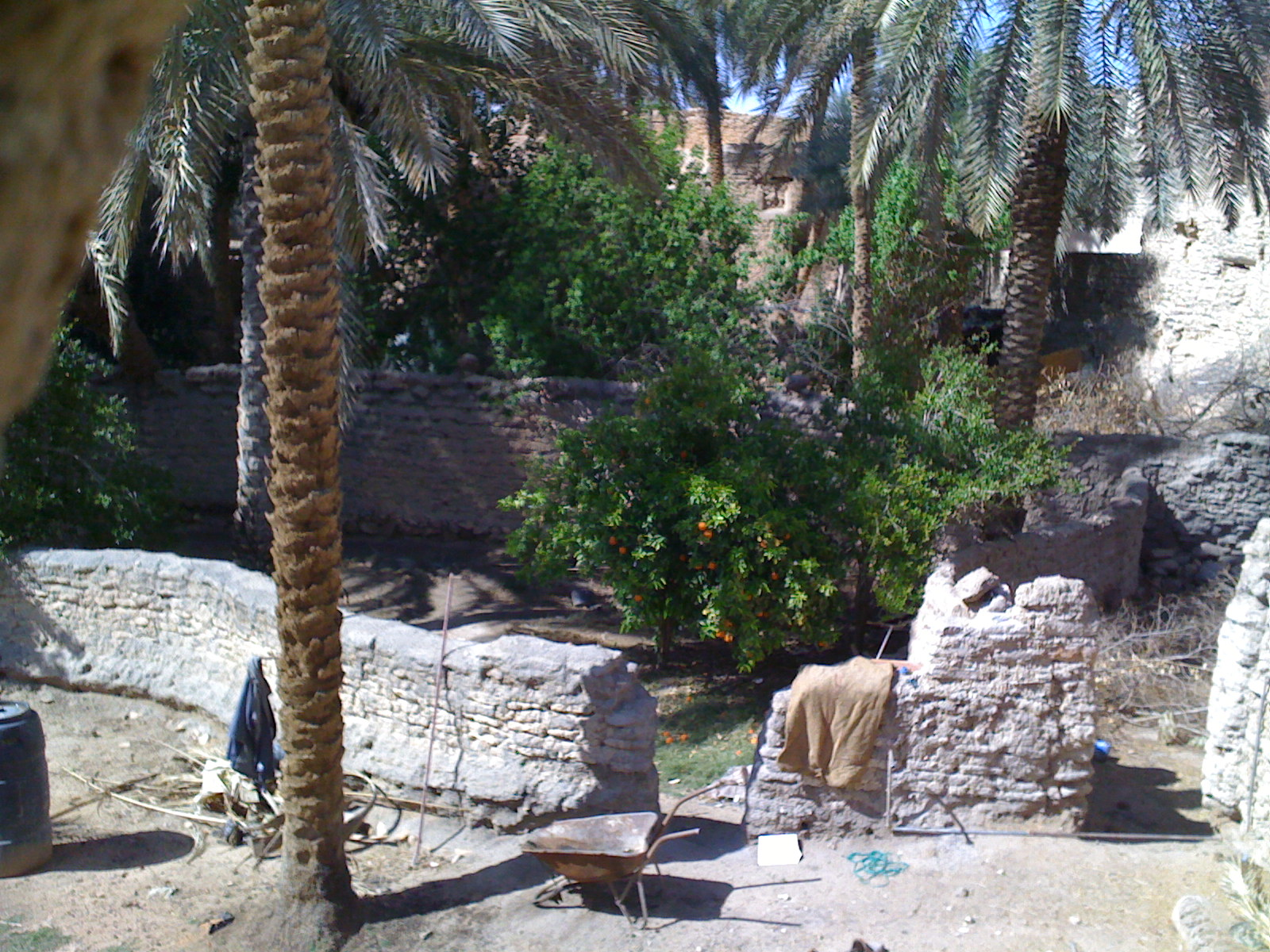